# Oubli éternel
L'oubli éternel ou simplement l'oubli est une croyance que tout être cesse d'exister après la mort, contrairement aux croyances de vie après la mort comme la réincarnation, le paradis, le purgatoire, l'enfer ou tout autre état de conscience, comme celle de parties spirituelles ou immatérielles, telle que l’âme, qui survivraient à la mort.

## Neuropsychologie
En neuropsychologie, l'esprit ou la psyché, ainsi que la conscience et la personnalité, désignent des résultats du fonctionnement du cerveau. En cas de mort cérébrale, toute activité neuronale cesse de façon permanente. Cela implique donc que l'esprit, tel qu'il est défini en neuropsychologie, ne peut pas survivre à la mort cérébrale,.